# 2518 Rutllant
A 2518 Rutllant (ideiglenes jelöléssel 1974 FG) a Naprendszer kisbolygóövében található aszteroida. Carlos Torres fedezte fel 1974. március 22-én.